# Concerto per pianoforte e orchestra n. 3 (Mozart)
Il passo successivo a quello della trascrizione per un organico più "ampio" delle tre sonate di Johann Christian Bach, compiuto dal piccolo Mozart è rappresentato dai quattro concerti K 37, K 39, K 40 e K 41, composti tra l'aprile e il luglio 1767, a Salisburgo.
I quattro concerti sono lavori basati su materiale (per clavicembalo) di altri compositori, tanto che lo stesso Leopold non li inserì nel catalogo delle opere del figlio, redatto nel 1768, in quanto forse rappresentavano parte di quel repertorio che il giovane Mozart avrebbe dovuto eseguire nel giro dei suoi successivi concerti a Vienna. Al contrario, Köchel li classificò come opere originali, e perciò occupano ancora i primi quattro posti nella serie da 1 a 27 dei concerti per pianoforte e orchestra (che perciò sarebbero in realtà 23).
Il Concerto per pianoforte e orchestra n. 3 in Re maggiore K 40 è così strutturato:
- il primo movimento è tratto dal primo tempo della Sonata op. 2 n. 1 di Leontzi Honauer
- l'andante centrale è modellato sull'omonimo movimento della Sonata op. 1 n. 4 di Johann Gottfried Eckard
- il terzo movimento forse si basa su un pezzo di Carl Philipp Emanuel Bach

Il presto del terzo movimento, si basa sulla scansione binaria della sonata italiana, e presenta, nell'ambito dei primi quattro concerti di Wolfgang Amadeus Mozart, un carattere più vario che si identifica nell'alternanza di figurazioni ritmiche.
L'orchestra ha lo stesso organico dei primi due concerti, con l'aggiunta di due trombe che contribuiscono ad arricchire le sonorità e ad attribuire a quest'opera una maggiore identificazione col genere musicale del concerto, nel tentativo di uscire dalle convenzioni della musica rococò.